# Expressão lógica a partir de tabela de verdade
A tabela verdade representa as várias possibilidades lógicas de uma determinada função booleana.
Através dela conseguimos representar uma determinada expressão e circuito lógico,e também através dela conseguimos obter a expressão lógica, que representa um circuito.

## Tabela Verdade
Pode-se obter a expressão da tabela verdade de duas formas, quando a saída for verdadeira(Mintermos), ou quando a saída for falsa(Maxtermos).Para cada caso o passo a passo para obter é diferente.

## Obter expressão quando a saída for verdadeira
Nesse caso analisamos somente as saídas verdadeiras, ou seja, quando for '1'. 
Exemplo:

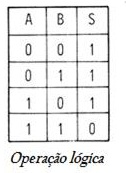
Tabela Verdade

Para essa tabela verdade de duas variáveis iremos analisar os valores de 'A' e 'B' somente quando a saída 'S' for '1', ou seja, verdadeira.
Nessa tabela temos 3 casos de saída '1', na primeira linha temos a primeira saída,'S1',em 'S1' temos (~A.~B)(~ quer dizer Negação e '.' é uma and), ou seja temos 'A' e 'B' negado pois seus valores são zero, então iremos dizer que S1=(~A.~B). 
Na segunda linha temos 'S2', aqui temos (~A.B), negamos somente o A pois B é 1, logo S2=(~A.B). 
Na terceira linha temos 'S3' que será (A.~B),sendo assim S3=(A.~B).
Representando a expressão final por 'S', temos que S=S1+S2+S3,ou seja, S=(~A.~B)+(~A.B)+(A.~B), essa seria a expressão lógica quando os valores são verdadeiros.

## Obter expressão quando a saída for falsa
Nesse caso iremos fazer um produto de somas, ou seja, analisa-se somente as saídas falsas, quando o valor da variável é igual a  '0'. Exemplo:

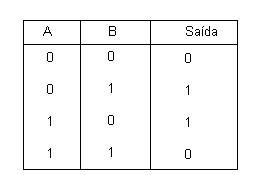
Tabela Verdade

Para essa tabela verdade iremos analisar os valores de 'A' e 'B' somente quando a saída 'S' for '0', ou seja, quando essa for falsa. Portanto, iremos fazer um produto de somas em que todos os seus elementos serão igual a '0'.
Nessa tabela há duas saídas em que o 'S' é igual a '0'.
Obs: '~' significa Negação, '.' significa and e '+' significa Disjunção Lógica.
Linha 1: S1 = A + B. Não é preciso negar nenhum termo, pois 'A' e 'B' já são iguais a '0'.
Linha 4: S4 = ~A + ~B. Para a soma de 'A' e 'B' ser igual a '0', negamos as duas variáveis.
O resultado final será: S = S1 . S4 = (A + B) . (~A + ~B).

## Observações
Depois de achar as expressões lógicas podemos montar o circuito lógico da expressão.